# Parafia Wniebowzięcia Najświętszej Maryi Panny w Kałuszynie

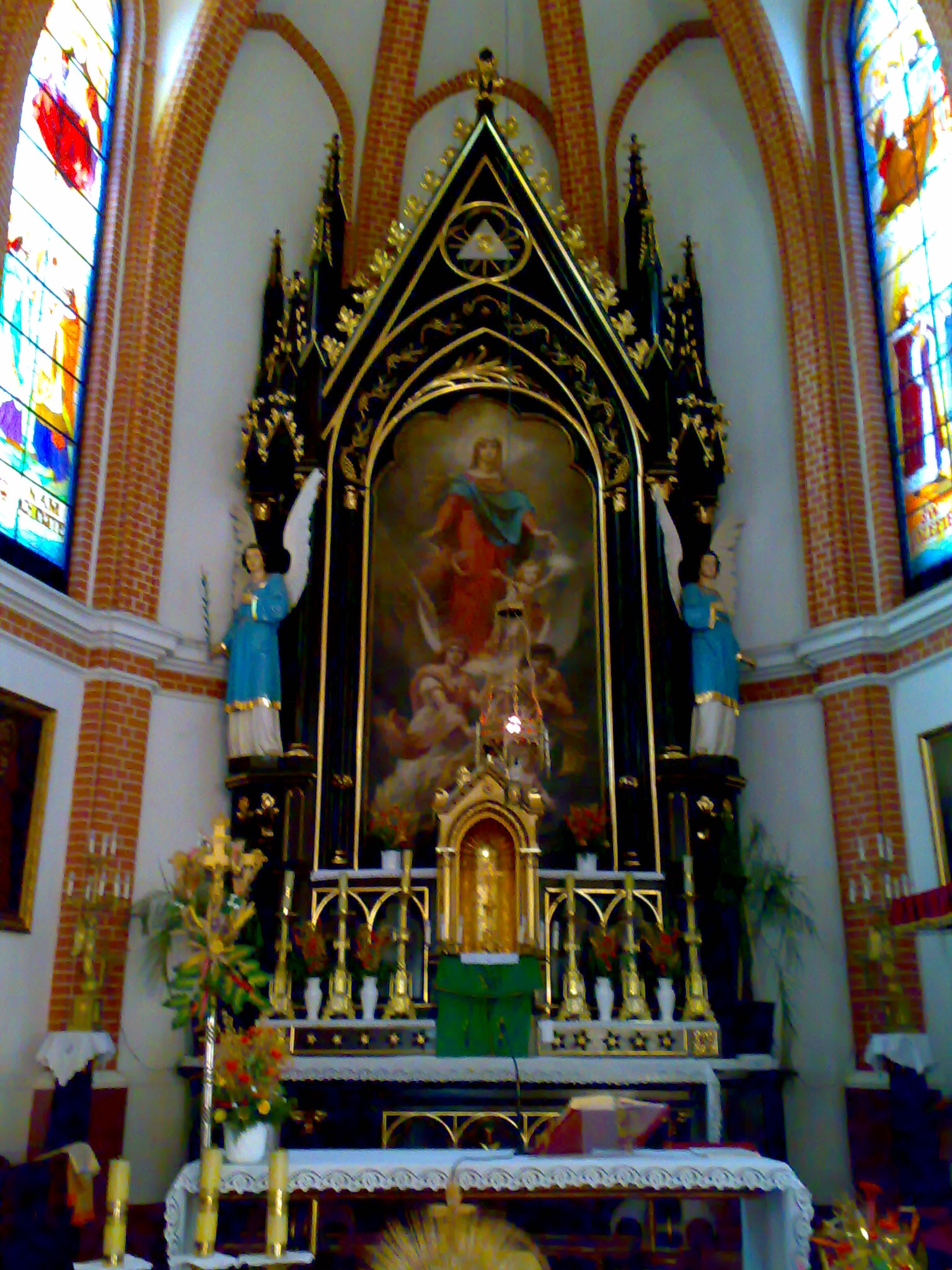
Ołtarz główny

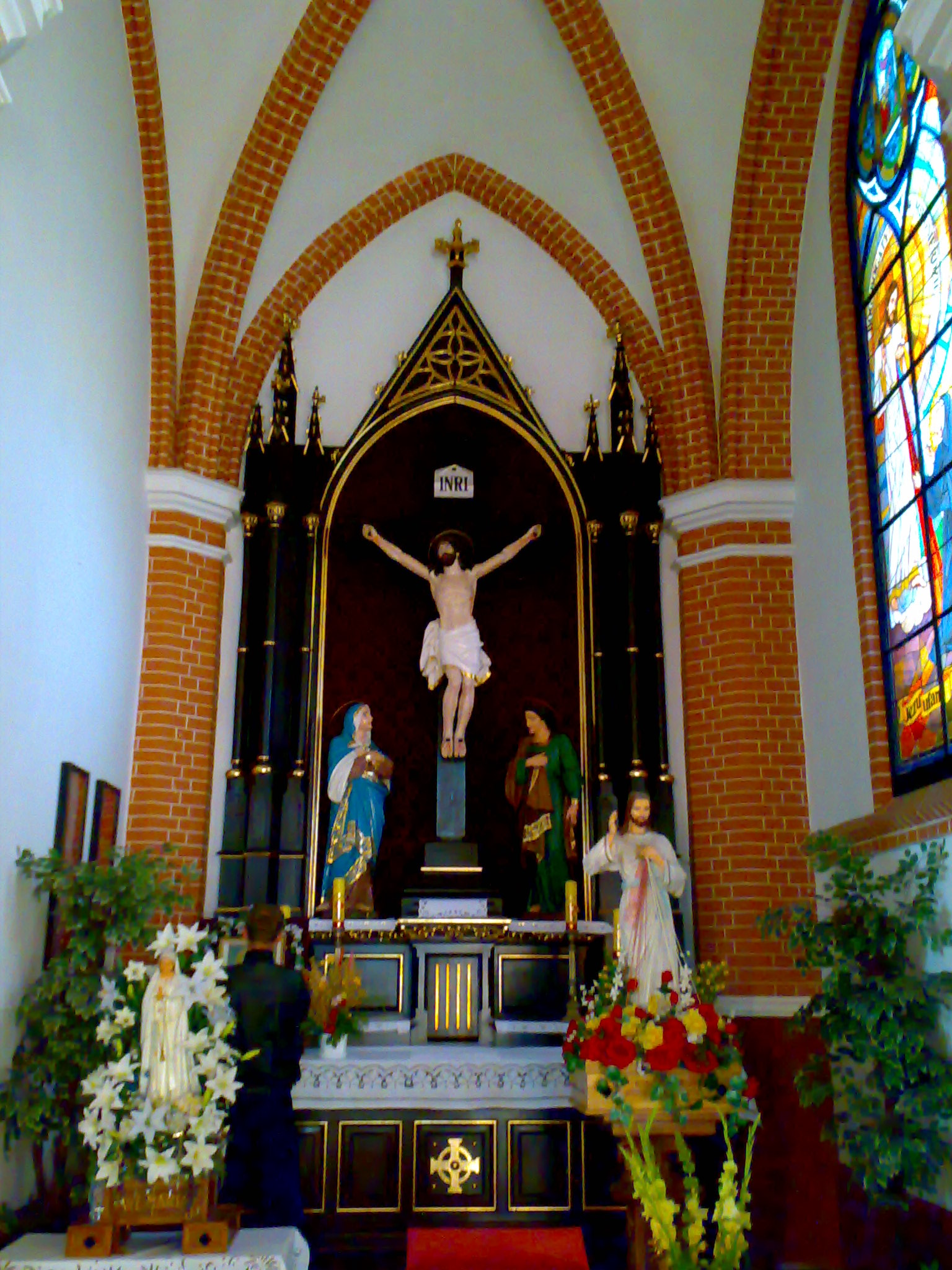
Ołtarz prawy

Parafia Wniebowzięcia Najświętszej Maryi Panny w Kałuszynie – parafia rzymskokatolicka należąca do dekanatu mińskiego - Narodzenia NMP, diecezji warszawsko-praskiej, metropolii warszawskiej Kościoła katolickiego.

## Zasięg parafii
Do parafii należą wierni z następujących miejscowości: Abramy, Chrościce, Falbogi, Gajówka Gójszcz, Gołębiówka, Gójszcz, Górki, Kałuszyn, Kazimierzów, Kluki, Marysin, Milew, Mroczki, Nowe Groszki, Olszewice, Patok, Ryczołek, Stare Groszki, Szembory, Szymony, Wąsy, Wity, Wólka Kałuska.

## Historia parafii i kościoła w Kałuszynie
W 1447 r. Stanisław, dziedzic zwany Kałuszyno wystawił w swej posiadłości położonej wśród lasów kościół z drzewa modrzewiowego. Kościół św. Stanisława Biskupa i Męczennika mógł pomieścić około 400 osób. W tym czasie miejscowość Kałuszyno należała do parafii Grębków, położonej w odległości ok. 9 km. Ponieważ do sakramentów św. wierni byli zobowiązani przystępować w swojej parafii, z drugiej strony ponieważ droga do kościoła w Grębkowie była długa i niebezpieczna – ze względu na dzikie zwierzęta, przeto dziedzic Stanisław wystąpił do władz kościelnych o ustanowienie parafii w Kałuszynie. Akt erekcyjny sporządzono i datowano w poniedziałek 24 grudnia 1472 roku, w Żbikowie. Akt podpisał składający na nim swoje pieczęcie, Andrzej IV Bniński, Biskup Poznański. Wiele lat upłynęło od czasu sporządzenia aktu erekcyjnego i należy przypuszczać, że i w historii parafii w Kałuszynie niejedno się wydarzyło.
W roku 1563 do parafii należało 11 wsi szlachty osiadłej i 16 wsi szlachty zagrodowej. Pierwszy kościół modrzewiowy, z fundacji Stanisława Kałuskiego, przetrwał przeszło cztery wieki, mimo że nie oszczędziły go burze dziejowe i częste pożary miasta (prawa miejskie Kałuszyna sprzed 1662 r., potwierdził król August II Mocny na sejmie grodzieńskim w 1718 r.).
Aż do roku 1718 Kałuszyn pozostawał wsią, gdyż według akt dawnych dopiero w tym roku dziedzic Kałuszyna, Orzecki uzyskał od króla Augusta II przywilej założenia miasta.
Pierwszy kościół przetrwał prawie cztery wieki, mimo że nie oszczędziły go burze dziejowe. Miasto było trzykrotnie terenem walk podczas powstania listopadowego. Ostatecznie odrestaurowany w roku 1873 kosztem Kazimierza Rudzińskiego, wojewody mazowieckiego, dziedzica Kałuszyna i jego następnych kolatorów.
W roku 1887 uchwałą parafialną postanowiono wybudować nowy, murowany kościół, ponieważ stary wymagał ciągłych remontów, a poza tym, ze względu na liczbę parafian, która wówczas wynosiła 5300 osób, był za szczupły. Nowy kościół mógł pomieścić 3000 osób. Wykonanie projektu powierzono architektowi Józefowi Dziekońskiemu, który w 1888 roku projekt wykonał. Przewidział on budowę w stylu wiślano-bałtyckim o wymiarach dł. 41,55 m, szer. 18,95 m i wys. w nawie głównej 13,85 m, a w bocznych 8,73 m.
W roku 1889 przystąpiono do budowy kościoła który ukończono w 1897 roku. Poświęcenie kościoła odbyło się w 27 października 1893 roku, konsekracji dokonał abp warszawski Wincenty Teofil Popiel 14 sierpnia 1897. Świątynie wzniesiono pod wezwaniem Wniebowzięcia Najświętszej Marii Panny. Stary kościół rozebrano. Po 20 latach trzeba było dokonać pierwszego remontu, mianowicie wymiany zewnętrznej cegły, która zaczęła się łuszczyć. W 1600-tną rocznicę Edyktu Mediolańskiego (313–1913) zbudowano na pamiątkę figurę Pana Jezusa dźwigającego krzyż. Którą ustawiono naprzeciwko kościoła po drugiej stronie ulicy. W tym czasie miasto zamieszkiwało około 17000 osób, w tym 6379 katolików i 9934 żydów – resztę stanowili ewangelicy i mariawici. W 1931 roku ks. kard. Aleksander Kakowski, dekretem podpisanym 16 marca ustanowił parafię w Mrozach, do której dołączył kilka wiosek.
8 stycznia 1941 roku rabin Beniamin Michelson aktem darowizny przekazał działkę gruntu o powierzchni 1 morgi i 20 prętów na rozszerzenie cmentarza rzymskokatolickiego w Kałuszynie. Lata okupacji przyniosły całkowitą eksterminację Żydów, toteż, mimo że przed wojną stanowili oni 50% mieszkańców parafii, po wojnie nikt nie został. Kościół w Kałuszynie uniknął większych zniszczeń, najwięcej ucierpiał dach podziurawiony od pocisków.
Gruntowny remont kościoła został przeprowadzony w latach 1954–1956, gdy proboszczem był ks. Zygmunt Dejciński. W 1956 roku umieszczono nowy dzwon „Zygmunt” na pamiątkę ślubów Jana Kazimierza. Przeprowadzono również radiofonizację Kościoła oraz zmieniono istniejąca prowizoryczną instalację elektryczną na stałą. W roku 1967 założono w kościele kolorowe witraże w miejsce zwykłego szkła. W 1972 roku parafia w Kałuszynie przeżywała jubileusz 500-lecia swego powołania. Z tej okazji jubileuszową mszę świętą sprawował Sługa Boży ks. kard. Stefan Wyszyński wygłaszając płomienne kazanie. W latach 1985–1989 pod kierunkiem Czesława Bednarczyka przeprowadzono kolejny duży remont kościoła i budynków parafialnych, m.in. wymieniono pokrycie dachu na blachę miedzianą, dokonano remontu elewacji i malowania wnętrza kościoła.

### Kaplica
W 1994 r. ówczesny proboszcz ks. Tadeusz Regucki rozpoczął budowę Kaplicy pw. Matki Boskiej Częstochowskiej w Nowych Groszkach, którą ukończono wiosną 1995 roku. Poświęcenia kaplicy dokonał ks. bp Kazimierz Romaniuk w maju 1995 roku. W lipcu tegoż roku przybył nowy proboszcz ks. kan. Władysław Szymański, który przeprowadził wiele prac remontowych w Kościele i na zewnątrz. Zakupił nowe ławki dębowe, ustawił nowy dębowy ołtarz soborowy, przeprowadził renowację i pozłacanie, ołtarzy, wyremontował i uzupełnił wyposażenie zakrystii, zainstalował ogrzewanie promiennikowe oraz nowe dębowe drzwi. Na zewnątrz kościoła położył kostkę i zamontował kolektory oraz studzienki retencyjne celem odprowadzenia wód dachowych z kościoła. Przeprowadził kapitalny remont plebanii tak wewnątrz, jak i na zewnątrz. Wyremontował też część domu parafialnego, porządkując teren wokół niego, wymieniając okna, doprowadził bieżącą wodę oraz elewacji nadał nowy wygląd. W kaplicy w Nowych Groszkach: położył nową terakotę na betonową posadzkę, zbudował ołtarz główny umieszczając tam za zgodą ks. biskupa ordynariusza na stałe Najświętszy Sakrament, ogrodził teren wokół kaplicy oraz wybudował nowy ołtarz pw. Miłosierdzia Bożego, który w 2001 roku poświęcił.
- Kaplica w Nowych Groszkach

## Wyposażenie kościoła parafialnego
- Obraz na ołtarzu głównym pędzla Michała Andriollego przedstawiający Wniebowzięcie NMP
- Obrazy z XIX w.
- Zabytkowe organy zbudowane w 1901

## Proboszczowie
- ks. Jerzy Marcin Skłucki, proboszcz od 25.12.2021, administrator od 29.07.2021
- ks. Władysław Szymański, 26.07.1995 – 13.07.2021[1]
- ks. Regucki Tadeusz Władysław, 22.01.1992 – 26.07.1995
- ks. Bednarczyk Czesław, 01.07.1985 – 22.01.1992
- ks. Żurowski Władysław, 26.06.1974 – 01.07.1985
- ks. Wojno Wincenty, 08.10.1962 – 26.06.1974
- ks. Cegłowski Aleksander, 28.05.1958 – 08.10.1962
- ks. Dejciński Zygmunt, 28.09.1954 – 28.05.1958
- ks. Siedlecki Zygmunt, 31.08.1946 – 28.09.1954
- ks. Majchrzak Tadeusz, 30.06.1939 – 31.08.1946
- ks. Kaczyński Antoni, 30.06.1935 – 30.06.1939
- ks. Zegart Edward, 30.06.1928 – 30.06.1935
- ks. Brajczewski Bolesław, 30.06.1921 – 30.06.1928
- ks. Rymarkiewicz Józef, 30.06.1906 – 30.06.1921